# 骊州站 (废站)
驪州站旧址（：／ Yeoju yeok */?）是韩国铁路水骊线上的一个车站，位于京畿道骊州郡骊州邑，已于1972年废止。

## 历史
- 1931年12月1日：水骊线开通，开始使用[1]。
- 1972年4月1日：水骊线停用，停用本站[2]。